# Bistum Paterson
Das Bistum Paterson (lateinisch: Dioecesis Patersonensis, englisch: Diocese of Paterson) ist eine in den Vereinigten Staaten gelegene römisch-katholische Diözese mit Sitz in Paterson, New Jersey. 

## Geschichte
Das Bistum Paterson wurde am 9. Dezember 1937 durch Papst Pius XI. mit der Apostolischen Konstitution Recta cuiusvis aus Gebietsabtretungen des Bistums Newark errichtet. Es wurde dem Erzbistum Newark als Suffraganbistum unterstellt.

## Territorium
Das Bistum Paterson umfasst die im Bundesstaat New Jersey gelegenen Gebiete Morris County, Passaic County und Sussex County.

## Bischöfe von Paterson
- Thomas Henry McLaughlin, 1937–1947
- Thomas Aloysius Boland, 1947–1952, dann Erzbischof von Newark
- James Aloysius McNulty, 1953–1963, dann Bischof von Buffalo
- James Johnston Navagh, 1963–1965
- Lawrence Bernard Brennan Casey, 1966–1977
- Frank Joseph Rodimer, 1977–2004
- Arthur Joseph Serratelli, 2004–2020
- Kevin Sweeney, seit 2020